# 成妃 (康熙帝)
成妃（17世纪？—1740年），戴佳氏，亦作達甲氏，司庫卓奇之女。原為鑲黃旗包衣第一參領第一滿洲佐領下人，後來晉升（抬旗）為滿洲鑲黃旗第二參領第一佐領下人。清朝康熙帝之妃。

## 生平
康熙十四年或之前，戴佳氏以鑲黃旗包衣第一參領第一滿洲佐領下人的身份，透過內務府選秀入宮，因為康熙十四年十二月初六日參加挑選的眾多內務府秀女之中，有兩位為戴佳氏的堂姐妹（即牧長國泰之十六歲女瑪濟格與二等侍衛准泰之十六歲女福格），滿文檔案裏特別寫明她們「胞伯父卓奇之女姐姐現在宮內」。
目前並不清楚戴佳氏入宮後，是否充任過官女子，以及是在何時被康熙帝收為後宮主位。康熙十九年（1680年）七月廿五日子時，戴佳氏生皇七子胤祐。康熙帝於胤祐幼年時就考慮將其過繼給純靖親王隆禧為嗣。宮內每年每月的祭神都沒有胤祐之名，不由內廷負責祭神。從已經公佈的宮分檔案上來看，當時的阿哥常稱為某宮阿哥或某所阿哥，胤祐卻一直被稱為七阿哥，似乎說明他並不居住在內廷。
康熙四十八年三月，戴佳氏晉封為嬪級，在宮廷內被稱為「西頭所之嬪」，總管內務府衙門為新封西頭所之嬪，派出位下包衣大五格。三月初六日，伊都額真伯爾赫奏，禮部為冊封「西頭所之貴人」為嬪之名號擬定文字，請皇上指定後再行冊封禮一事，以綠頭牌奏入。上諭：「兩位嬪皆著暫候」。
康熙五十七年之前，戴佳氏未獲得正式冊封，故史料中稱她為庶妃。康熙五十七年（1718年）四月十九日，康熙帝告诉礼部要册封后宫中六位年龄在四十至六十岁，“虽称妃嫔、尚未受封”的嫔御为妃嫔；同年十二月二十八日，与博尔济锦氏、和嫔、瓦刘哈氏等人受封，是为成妃。同年，二阿哥福晉病危時，康熙帝著留守京城的定嬪、惠妃、成妃、寧壽宮媽媽年紀大些的五人去看視二阿哥福晉。
雍正元年四月十四日，淳親王等面奉諭旨：「爾等之母年事已高，先前皇考已於兩處朱批。今將爾等妃母各迎回家中，爾等亦可問安盡意。爾等修繕房屋後，於五月底、六月初諏吉後，具奏迎回可也」。同年六月，成妃出宮當日清晨，淳親王入宮向成妃請安後，就回王府預備迎接成妃入府，而引導官、護軍等於東華門外、皇城根前排列，預備接送成妃。成妃到達位於御河橋的淳親王府時，淳親王帶領兒子、所屬大臣、官員等於大街旁遠處跪迎，而淳親王福晉帶領女兒、兒媳，以及所屬大臣、侍衛之妻、女人等於王府大門外跪迎。成妃隨後乘轎入府，到王府正殿下轎，淳親王率領福晉、兒子、兒媳以會面禮行二跪六叩禮。
乾隆五年（1740年）十月三十日，成妃去世。乾隆六年（1740年）三月二十四日巳時，奉安於景陵妃园寝（今河北省遵化县清东陵内），而成妃神則奉安於東龕內居首，相關部門曾貽誤安置成妃牌位。

## 家族
成妃家族與穆克譚巴圖魯、那蘇圖等同族，世居杭佳地方，國初來歸。原隸鑲黃旗包衣第一參領第一滿洲佐領，後隸鑲黃旗滿洲第二參領第一佐領，此佐領在康熙十九年編立，並由成妃族人負責擔任佐領。成妃家族內多人立下軍功，而且內務府總管兼佐領噶魯即是成妃的叔伯父，曾撫育皇長子允禔，康熙二十七年二月，康熙帝在其去世後派遣允禔，以及大臣二員、侍衛二十員往賜妝蟒紀疋等物、鞍馬四匹、銀一千兩，並且追賜「勤恪貽休」匾額，而乾隆帝忻貴妃則是成妃的堂曾孫女。
成妃家族譜系如下：
- 曾祖父：兌齊，其孫凖泰為原任二等侍衞；郭秦為原任治儀正；音達胡齊為原任七品官；鄂海為原任佐領；鄂克遜為原任員外郎；色赫曾任包衣佐領，授騎都尉；博克遜曾任委署䕶軍校、協領，授雲騎尉；翁愛曾任䕶軍參領，授雲騎尉[11]。

- 父：卓奇，原任司庫[11]。